# سلیم الجباری
سلیم الجباری (انگلیسی: Salim El Jebari؛ زادهٔ ۵ فوریهٔ ۲۰۰۴) بازیکن فوتبال اهل مراکش است که در حال حاضر برای باشگاه فوتبال اتلتیکو مادرید بی بازی می‌کند. 
وی همچنین در تیم‌های ملی فوتبال زیر ۱۷ سال مراکش، زیر ۱۸ سال اسپانیا، زیر ۲۰ سال مراکش و زیر ۲۳ سال مراکش بازی کرده است.